# 迪拉德 (喬治亞州)
迪拉德（英語：Dillard）是一個位於美國喬治亞州雷本縣的城市。

## 地理
迪拉德的座標為34°58′29″N 83°23′02″W / 34.97472°N 83.38389°W，而該地的平均海拔高度為660米（即2135英尺）。

## 人口
根據2010年美國人口普查的數據，迪拉德的面積為4.00平方千米，當中陸地面積為4.00平方千米，而水域面積為0.00平方千米。當地共有人口339人，而人口密度為每平方千米84.75人。